# Qinzhou, Tianshui
Qinzhou är ett stadsdistrikt och säte för stadsfullmäktige i Tianshui i provinsen Gansu i nordvästra Kina.
Qinzhou är indelat i sju stadsdelsdistrikt och 16 köpingar.
Stadsdelsdistrikt (jiedao):

- Dacheng (大城街道)
- Dongguan (东关街道)
- Qilidun (七里墩街道)
- Shimaping (石马坪街道)
- Tianshuijun (天水郡街道)
- Xiguan (西关街道)
- Zhongcheng (中城街道)

Köpingar (zhen):

- Damen (大门镇)
- Guanzi (关子镇)
- Huaqi (华歧镇)
- Jiekou (藉口镇)
- Mudan (牡丹镇)
- Niangniangba (娘娘坝镇)
- Pingnan (平南镇)
- Qinling (秦岭镇)
- Qishou (齐寿镇)
- Taijing (太京镇)
- Tianshui (天水镇)
- Wangchuan (汪川镇)
- Yangjiasi (杨家寺镇)
- Yuquan (玉泉镇)
- Zaojiao (皂郊镇)
- Zhongliang (中梁镇)